# اسكندر كينز
اسكندر كينز (بالإنجليزية: Skandar Keynes)‏ مواليد 5 سبتمبر 1991 في لندن، إنجلترا، المملكة المتحدة، هو ممثل إنجليزي بدأ مسيرته الفنية عام 2001.

## روابط خارجية
- اسكندر كينز على موقع IMDb (الإنجليزية)
- اسكندر كينز على موقع ميتاكريتيك (الإنجليزية)
- اسكندر كينز على موقع روتن توميتوز (الإنجليزية)
- اسكندر كينز على موقع ألو سيني (الفرنسية)
- اسكندر كينز على موقع أول موفي (الإنجليزية)
- اسكندر كينز على موقع قاعدة بيانات الأفلام السويدية (السويدية)
- اسكندر كينز على موقع قاعدة بيانات الفيلم (الإنجليزية)
- اسكندر كينز على موقع كينوبويسك (الروسية)